# Arctia caja
A mariposa-tigre ou mariposa-tigre-de-jardim (Arctia caja) é uma espécie de insetos lepidópteros, mais especificamente de traças, pertencente à família Erebidae.
A autoridade científica da espécie é Linnaeus, tendo sido descrita no ano de 1758.
Trata-se de uma espécie presente no território português.

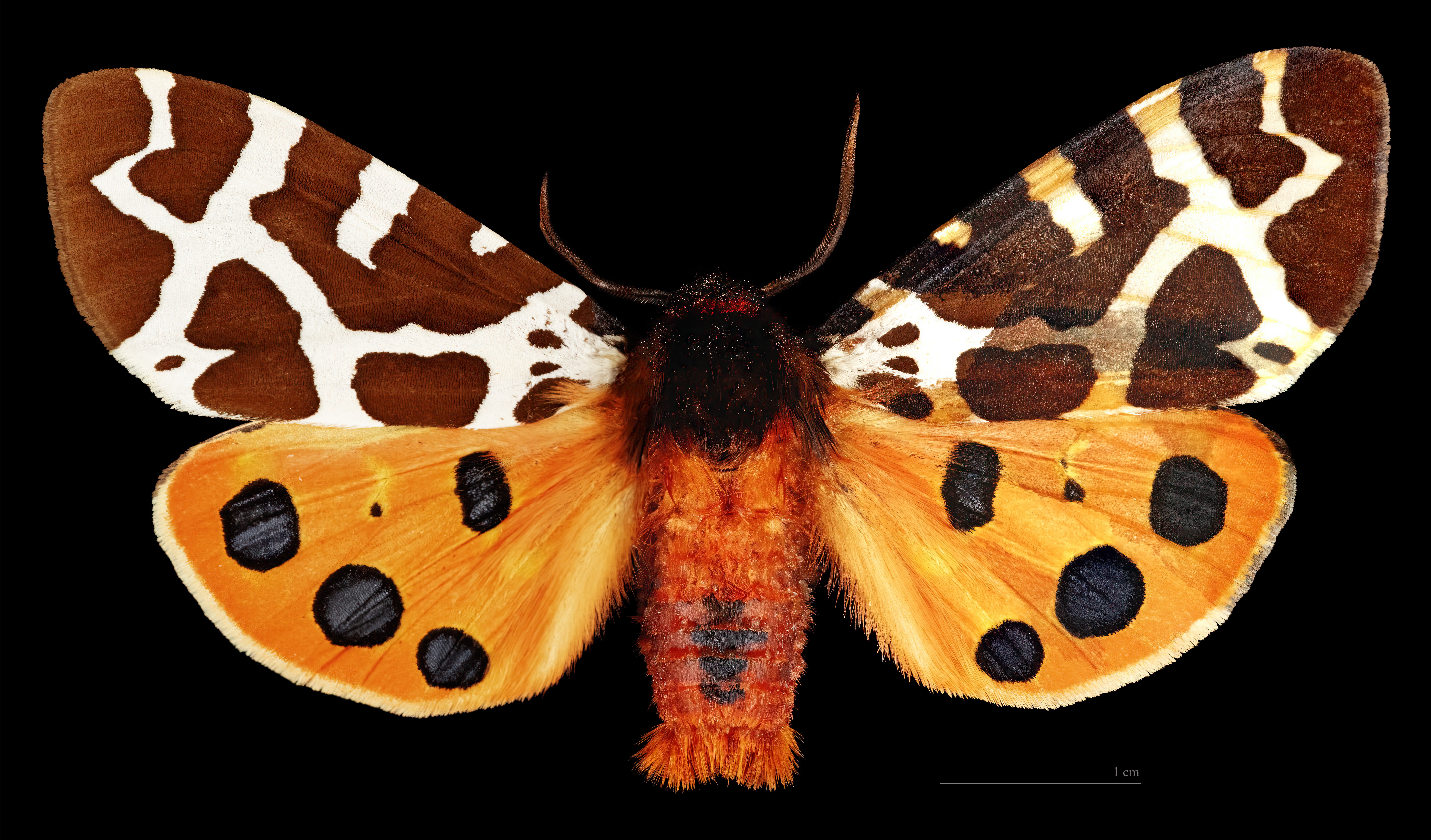
♂
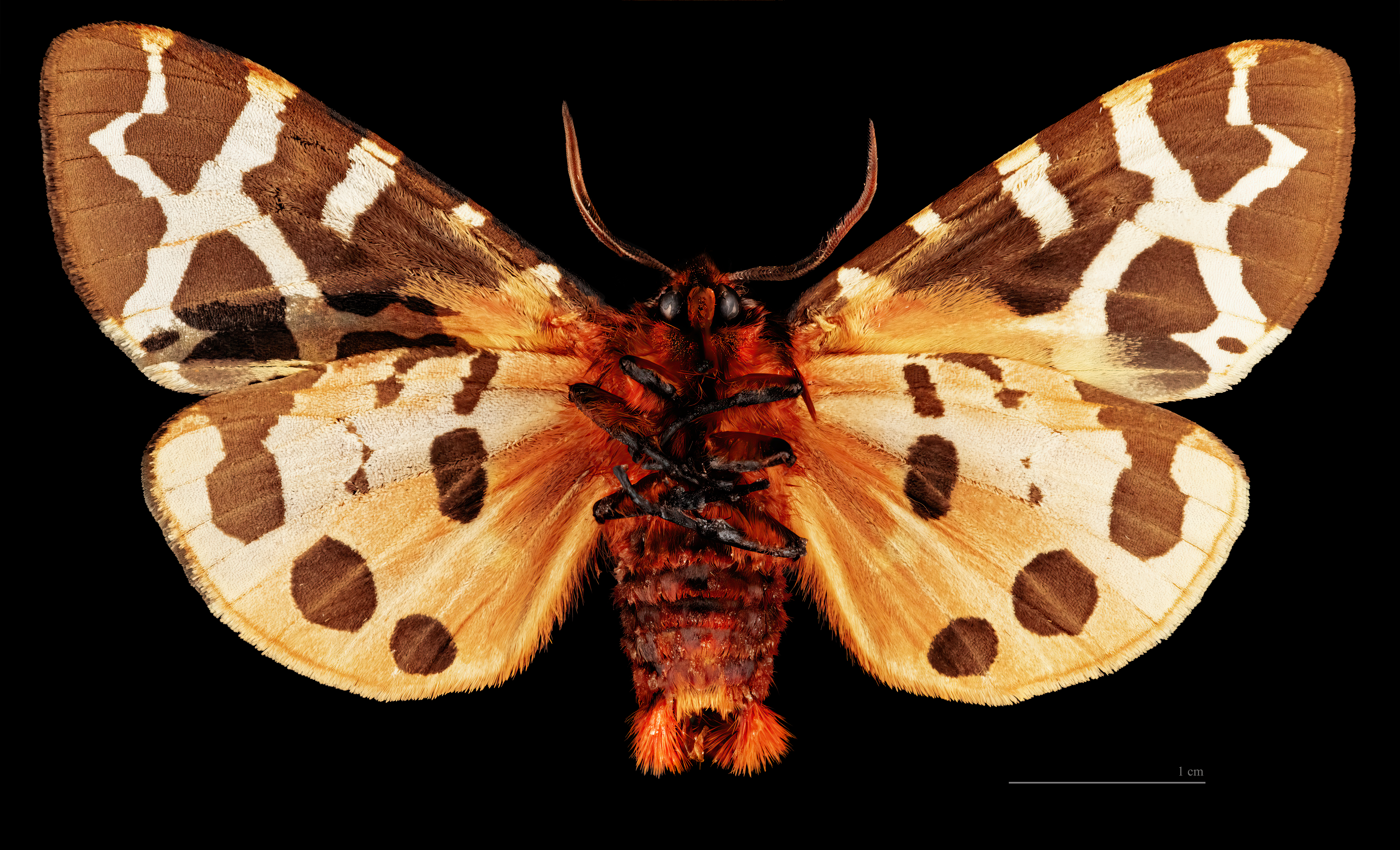
♂ △